# Bouwerderpolder
De Bouwerderpolder is een voormalig waterschap in de provincie Groningen.
Het schap was gelegen ten zuiden van Ezinge, aan zuidkant van het Oldehoofsch kanaal. De zuidgrens lag ongeveer 1700 m zuidelijk van dit kanaal. De westgrens was de weg de Oldijk, de oostgrens was de Zuiderweg. Het waterbeheer gebeurde met twee duikers (pompen) op het Oldehoofsch kanaal. Opmerkelijk is dat een van deze duikers zich in het buurwaterschap de Tienboerenpolder bevond. Voor de afsluiting van het Reitdiep (1877) had het waterschap een eigen molen.
Waterstaatkundig gezien ligt het gebied sinds 1995 binnen dat van het waterschap Noorderzijlvest.

## Naam
- Het waterschap is genoemd naar de wierde De Bouwerd.